# Ернст Ґомбріх
Ернст Ганс Йозеф Ґомбріх (нім. Ernst Gombrich, 30 березня 1909, Відень, Австрія — 3 листопада 2001, Лондон, Велика Британія) — австрійський та британський історик мистецтва. Автор популярної книги «Історія мистецтва» (1950), що вважається одним з найдоступніших вступів до історії мистецтва. Книга багаторазово перевидавалася та була перекладена багатьма мовами.

## Біографія
Народився у Відні в освідченій та заможній родині. Навчався у Віденському університеті. У 1936 переїхав до Великої Британії, де працював дослідником у Лондонському університеті, де згодом став професором. В 1947 році отримав британське громадянство. У 1960 році був обраний членом Британської академії наук. Був другом Карла Поппера та допоміг у публікації його книги «Відкрите суспільство та його вороги».

## Нагороди
У 1966 році нагороджений Орденом Британської імперії, а в 1972 році став лицарем-бакалавром. У 1975 році нагороджений Австрійським почесним знаком за науку та мистецтво та Премією Еразма. В 1977 році одержав Орден за заслуги в науках та мистецтвах. У 1988 році був нагороджений Орденом заслуг. У 1985 році нагородений Премією Бальцана з історії мистецтва Заходу. У 1986 одержав Приз міста Відень за гуманітарні науки. В 1988 році нагороджений Призом Людвіга Віттгенштейна.

## Вибрані твори
- The Preference for the Primitive. Episodes in the History of Western Taste and Art. London: Phaidon 2002
- The Uses of Images. Studies in the Social Function of Art and Visual Communication. London: Phaidon 1999
- Topics of Our Time. Twentieth-Century Issues in Learning and in Art. London: Phaidon 1991
- Reflections on the History of Art. Views and Reviews. Oxford: Phaidon 1987
- Tributes. Interpreters of our Cultural Tradition. Oxford: Phaidon 1984
- Ideals and Idols. Essays on Values in History and Art. Oxford: Phaidon 1979
- The Sense of Order. a Study in the Psychology of Decorative Art. Oxford: Phaidon 1979
- Aby Warburg, an Intellectual Biography. London: The Warburg Institute 1970
- The Image and the Eye. Further Studies in the Psychology of Pictorial Representation. Oxford: Phaidon 1982
- Studies in the Art of the Renaissance. London: Phaidon 1966 (also published as: Gombrich on the Renaissance.)
  - 1: Norm and Form.
  - 2: Symbolic Images.
  - 3: the heritage of Appelles.
  - 4: New Light on Old Masters.
- Meditations on a Hobbyhorse and other Essays on the Theory of Art. London: Phaidon 1963
- Art and Illusion. A Study in the Psychology of Pictorial Representation. London: Phaidon 1960
- The Story of Art. London: Phaidon 1950 (український переклад — «Оповідь про мистецтво», ArtHuss 2024)
- Weltgeschichte von der Urzeit bis zur Gegenwart. Wenen: s.n. 1935 (also published as: Eine kurze Weltgeschichte für junge Leser. Von der Urzeit bis zur Gegenwart.) English translation: A Little History of the World.

## Переклади українською
- Ернст Ґомбріх. Оповідь про мистецтво. Пер. з англ. Андрія Накорчевського. – Київ: Arthuss, 2024. – 664 с. ISBN: 978-617-8025-87-8
- Ернст Гомбріх. Коротка історія світу для юних читачів